# Rhédey (geslacht)

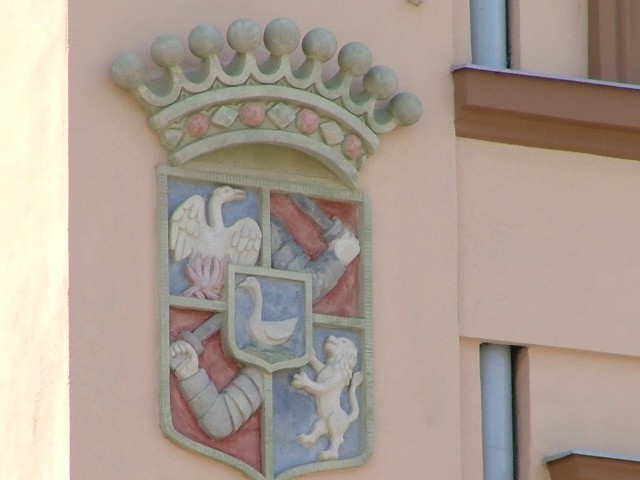
Wapenschild van de Rhédey's op de façade van Paleis Rhédey in Cluj-Napoca

Rhédey de Kisréde is de naam van een Hongaars adelsgeslacht.

## Geschiedenis
De familie Rhédey kwam voort uit de stam Aba en was afkomstig uit het comitaat Heves. Het eerst gekende lid van de familie is Mikó Rhédey, die vernoemd wordt in een bron uit 1303. In 1466 ontvingen de Rhédeys een wapenschild van koning Matthias Corvinus. Ze stegen sterk in aanzien toen Frans Rhédey, de oppergespan van het comitaat Máramaros, in 1648 tot vorst van Zevenburgen werd verkozen. In 1659 ontving hij bovendien de titel van graaf.
Met zijn enige zoon graaf László Rhédey (1636-±1664), stierf deze tak van het geslacht uit. Een andere tak, de zogenaamde "Zevenburgse tak", ontving de titel van graaf in 1744. Het laatste lid van deze tak, Gábor Rhédey, overleed in 1897.

## Vooraanstaande leden

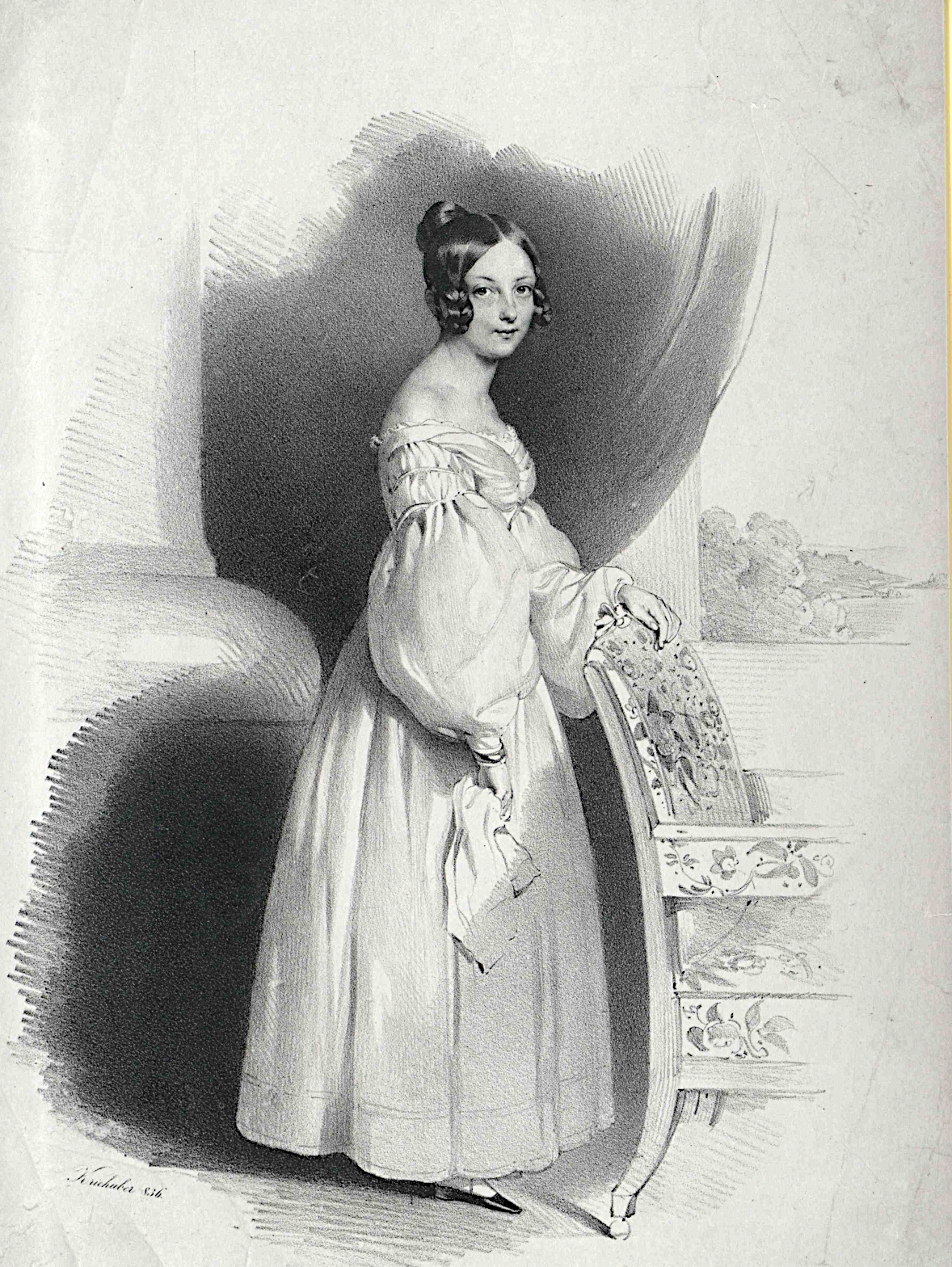
Claudine Rhédey von Kis-Rhéde

- Graaf Frans Rhédey (1610-1667), vorst van Zevenburgen
- Gravin Claudine Rhédey von Kis-Rhéde (1812-1841), echtgenote van hertog Alexander van Württemberg